# Gyöngyöspata
Gyöngyöspata é uma cidade da Hungria, situada no condado de Heves. Tem 60,75 km² de área e sua população em 2019 foi estimada em 2.476 habitantes.